# 新潟炊きたてバラエティーおにぎりハウス
『新潟炊き立てバラエティーおにぎりハウス』は、テレビ新潟（TeNY）で、2025年4月4日から生放送されているバラエティー番組。

## 概要
2025年4月4日テレビ新潟初のゴールデンレギュラー番組として放送開始。有名人とロケをして新潟の美味しいグルメを堪能してもらい魅力を発信する。

## 出演者

### MC
- 諸橋碧
- 斎藤久美子

### リポーター
- 関田将人

### レギュラー
- 藤井貴彦（第4週のみ）